# Čižebná
Čižebná (németül Zweifelsreuth) Nový Kostel településrésze Csehországban a Karlovy Vary-i kerület Chebi járásában. Központi településétől 1 km-re keletre fekszik. A 2001-es népszámlálási adatok szerint 10 lakóháza és 42 lakosa van. Területén fekszenek az elnéptelenedett Smrčí (Krondorf) és Svažec (Ehmet) települések.